# Булгарський улус
Булгарський улус — улус Золотої Орди, що існував у першій половині XIII—XV століттях в волзькому регіоні.

## Історія
У 1236 році внаслідок поразки Волзької Болгарії від монгольських військ припинила своє існування. Втім повстання тривали до 1240 року. Наслідком остаточного загарбання став поділ монголами цих земель. Основна частина склала Булгарський (Болгарський) улус, що безпосередньо підпорядковувався хану Бату. На інших частинах утворилося 6 бейліків (Іскі-Казань, Джукетау, Кермен-Чуг, Менке-Булгар, Атряси, Альменевське городище) і 1 емірат зі столицею в Кашані. В останнього панували залежні від монголів представники колишньої правлячої династії Волзької Болгарії. Низка дослідників ототожнюють Кашанський емірат (в новгородських і московських літописах відомий як Кашанське князівство) з Булгарським улусом, що є відповідає дійсності.
Про початкову історію улуса обмаль відомостей. Вважається, що спочатку управління ним здійснювали безпосередньо хани через своїх емірів. До початку XIV ст. усі бейліки занепали або були ліквідовані ханами Золотої Орди. За часів ханів Токти або навіть і Узбека очолював улус Кара-Саси (після прийняття ісламу відомий як Кара-Хусейн), онук або праонук Тука-Тимура. Позбавлений влади ймовірно в часи Джанібека, оскільки Тукатимуриди за часів Узбека зберегли свої улуси, або помер під час великої епідемії чуми 1340-х років.
У 1359 році з початком великої зам'ятні становище улуса погіршилося внаслідок нападів ушкуйників. Було завдано удару Болгару та Кашану. Лише за підтримки великих князів володимирського і нижньогородського Дмитра і Андрія Костянтиновичів відповідно вдалося відбити на деякий час цих річкових піратів. 1361 року владу в улусі захопив емір Булат-Тимур. що оголосив незалежність. Він вів війну з великим князівством рязанським, але не досяг значних успіхів. 1367 року повалений ханом Азіз-шейхом.
1369 року в улусі владу захопив Хасан (Асан), який того ж року біля Болгару завдав тяжкої поразки ушкуйникам. 1370 року Хасан оголосив незалежність. Перетворив фортецю Казань, ліквідувавши Казанський бейлик, на важливе місто. 1376 року тут владу встановив темник Мамай. поставивши свого улусбека Махмат-Султана. Втім останнього повалив Урус, хан Золотої Орди. Це вторгнення завдано нового економічного удару по населенню і містам. Остаточно відновив ханську владу над улусом Тохтамиш у 1380 році.
В подальшому улус слугував важливою військовою і господарською базою у походах Тохтамиша. 1391 року в межах улусу відбулася битва хана з аміром Тимуром. Останній після перемоги 26 діб грабував Булгарський улус. Ще більшого удару зазнав 1395 року під час другої війни Тохтамиша і Тимура. Тоді було сплюндровано ключові міста улуса, насамперед знищено Болгар (з 20 тис. населення). Цим занепадом скористалося московське військо, яке 1399 року сплюндрувало булгарський улус, а також захопило Кашанський емірат, проте не змогло тут закріпитися.
Деякий час в улусі панували місцеві еміри. 1407 року його захопив Джелал ад-Дін, син Тохтамиша. 1408 року тут встановив владу Єдигей. Проте владу мали місцеві еміри, які 1409 року завдали поразки ушкуйникам, що вдерлися в межі улуса. 1411 року тут знову владу встановив Джелал ад-Дін, що став ханом Золотої Орди. 1421 року еміри улуса підтримали Данила Борисовича в боротьбі за трон Великого князівства Нижньогородського. За цим відбувається протистояння з Мангитським юртом, внаслідок чого до 1420 року було втрачено територію півдня Пониззя Ками і частину Правобережжя Волги.
За цим відбувається фактичний розпад улуса, де боролися булгарські й татарські еміри та беї. 1438 року підкоривши Кашанський емірат, казанський правитель Улуг-Мухаммед оголосив себе ханом нової держави.

## Економіка
Розвиток набули землеробство, обробка металів, виготовлення військових і побутових знарядь, торгівля, рибальство, мисливство.
Улус стає важливим центром ремісництва. До кінця XIII ст. більшість міст відновлюються та збільшуються у розмірах. Запозичено з Хорезму нову систему виробництва — кархана (попередники мануфактур з розподілом праці). Це дозволяло випускати ремісничу продукцію у значних обсягах та забезпечувати нею сільські поселення. З чавуну почали лити котли, які поширилися по всій території монгольської імперії. З'являється залізна гарнітура поясних ременів, бронзові дзеркала з далекосхідними зображеннями.
Кашинський емірат стає центром виготовлення власного типу кераміки (на кшталт напівфаянсу), яка спочатку була винайдена як наслідування китайській порцеляні і надалі отримала свій розвиток.

## Культура
Спочатку використовувалася уйгурська система квадратної писемності, що була головною в Монгольській імперії. З XIV ст. з посиленням ісламізації вона поступово змінилася арабицею.
Водночас формується спільна мова з кипчацькою основою, на якій в подальшому формується літературна мова поволзьких тюрків (старотатарська).